# الغول (تعز)
الغول هي إحدى قرى جمهورية اليمن. وهي تتبع جغرافيًا لمحافظة تعز. وإداريًا لمديرية مقبنة. يبلغ تعداد سكانها 1907 نسمة حسب الإحصاء الذي جرى عام 2004.